# 즐거운 하루
《즐거운 하루》(A Day's Pleasure)는 1919년에 제작된 찰리 채플린의 영화이다. 채플린은 이 영화에서 가족으로 등장하였는데 부인은 에드나 퍼바이언스가 마리언 페두차와 밥 켈리는 아이로 나왔다. 이 영화는 채플린이 퍼스트네셔널 픽쳐스에서 4번째로 제작된 영화이다.

## 줄거리
채플린과 그의 가족은 모처럼 나들이를 간다. 하지만 차에 탈 때부터 문제가 생긴다. 나들이로 유람선을 타지만 배멀미에다가 나중에는 다른 승객과 싸우며 끝낸다. 채플린은 간신히 집에 들어오려 하지만 사거리에서 경찰 2명과 또 싸우다 이긴다. 채플린의 나들이는 이렇게 끝난다.

## 캐스팅
- 찰리 채플린 - 아버지
- 에드나 퍼바이언스 - 어머니
- 마리온 페두차 - 아이1
- 밥 켈리 - 아이2
- 톰 윌슨 - 유람선의 또다른 승객
- 베이브 런던 - 승객의 부인
- 헨리 버그만 - 유람선의 선장 / 뚱뚱한 경찰관